# Marcantonio Bobba
Marcantonio Bobba (ur. w XVI wieku w Casale Monferrato, zm. 18 marca 1575 w Rzymie) – sabaudzki kardynał.

## Życiorys
Urodził się na początku XVI wieku w Casale Monferrato, jako syn Alberta Bobby. Studiował na Uniwersytecie Turyńskim, gdzie uzyskał doktorat utroque iure. Około 1556 roku przyjął święcenia kapłańskie. 14 czerwca 1557 roku został wybrany biskupem Aosty, a 15 sierpnia przyjął sakrę. Dwa lata później został ambasadorem Księstwa Sabaudii przy Stolicy Piotrowej. 12 marca 1565 roku został kreowany kardynałem prezbiterem i otrzymał kościół tytularny San Silvestro in Capite. Zmarł 18 marca 1575 roku w Rzymie.